# Glacidorbis otwayensis
Glacidorbis otwayensis är en snäckart som beskrevs av Winston F. Ponder och Avern 2000. Glacidorbis otwayensis ingår i släktet Glacidorbis och familjen Glacidorbidae. Inga underarter finns listade i Catalogue of Life.